# 天津一汽夏利汽車
天津一汽夏利汽車股份有限公司 (Tianjin FAW XIALI Automobile Co., Ltd.) は、かつて第一汽車傘下に存在した自動車メーカーである。
ダイハツとの提携で自動車生産を始め、第一汽車とトヨタ自動車の合弁事業開始以降は、トヨタ製の車両を自社ブランドで販売していた。乗用車のほか、エンジンやトランスミッションも製造しており、ロシア、イラン、シリア、アルジェリア、エクアドルに自動車を輸出していた。

## 沿革

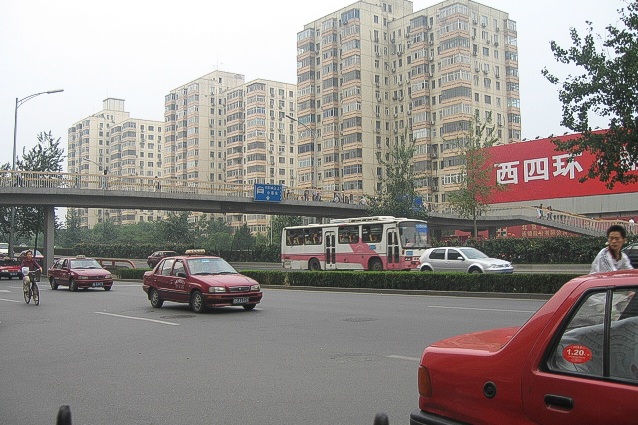
北京タクシーに使用される夏利TJ7100U（シャレード・ソシアル、2005年撮影）

前身は天津市微型汽車。その母体である天津市汽車工業公司は1984年3月にダイハツ工業とハイゼットのライセンス契約を結び、「華利」として生産開始（後の天津華利汽車→一汽華利）。次いで1986年3月にシャレードのライセンス契約を結び、9月30日に2代目モデルのノックダウン生産を開始。「夏利」（中国語読みで「シャアリイ」）はこのシャレードの現地名称である。
1988年1月、天津市汽車工業公司は天津市微型汽車廠を成立させた。同年「夏利」ハッチバックは3代目シャレードに切り替わり、1990年には4ドアセダンも加わった。以降、マイナーチェンジを重ねながら2010年代に至るまで生産され続けた。
1997年に天津汽車夏利股份有限公司が成立。1999年、深圳証券取引所に上場。
2002年6月14日には第一汽車集団の子会社になり、社名を天津一汽夏利汽車股份有限公司に変更した。
ダイハツとの関係は次第に疎遠になり、また2010年にはダイハツ自体が第一汽車グループとの部品供給の合弁を解消して中国市場から事実上撤退していたが、2014年に一転、ダイハツから自動変速機の供給を受けることが打ち出され、2015年に供給が開始された。
一汽傘下での位置づけが定まらず、市場の変化に対応できなかったことや他社の努力もありブランド力が低下、2010年代からは販売が低迷。2019年3月頃には工場の操業を停止した。生き残りを図って2019年11月、新興EV企業の南京博郡新能源汽車（博郡汽車）と新エネルギー車生産の合弁会社を立ち上げたが、数か月後の2020年8月1日には生産・販売が停止され頓挫、天津一汽夏利は同合弁から撤退した。
この間、資産の売却・再編を行い、2021年1月に社名を「中国鉄路物資股份有限公司」に変更。自動車メーカーとしての歴史に幕を下ろした。

## 生産車種

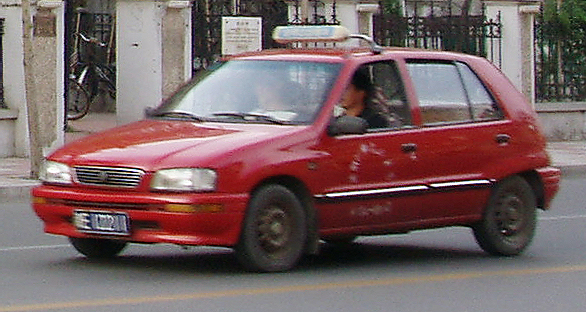
夏利

- 威姿
- 威楽

- 夏利
- 威志